# Via Marenca
La Via Marenca, fra Liguria e Piemonte, è una strada storica che parte dal centro storico di Limone in Piemonte e raggiunge Ventimiglia in Liguria, per una lunghezza complessiva superiore ai 100 km.
Letteralmente il suo nome significa "via che porta al mare". La via è formata da una serie di tracciati che nel corso della storia, insieme con tutte le loro varianti, hanno formato un vero e proprio reticolo piuttosto vasto.
Il ruolo principale della via era comunque quello di mettere in comunicazione l'entroterra, non solo italiano ma anche transalpino, con il mare. La Via Marenca ha quindi avuto un ruolo strategico sia militare, fino alla seconda guerra mondiale, sia commerciale. Oggi il tracciato in quota della via, che si trova in gran parte fra i 1800 e i 2000 metri, è usato soprattutto a scopo turistico.

## Storia

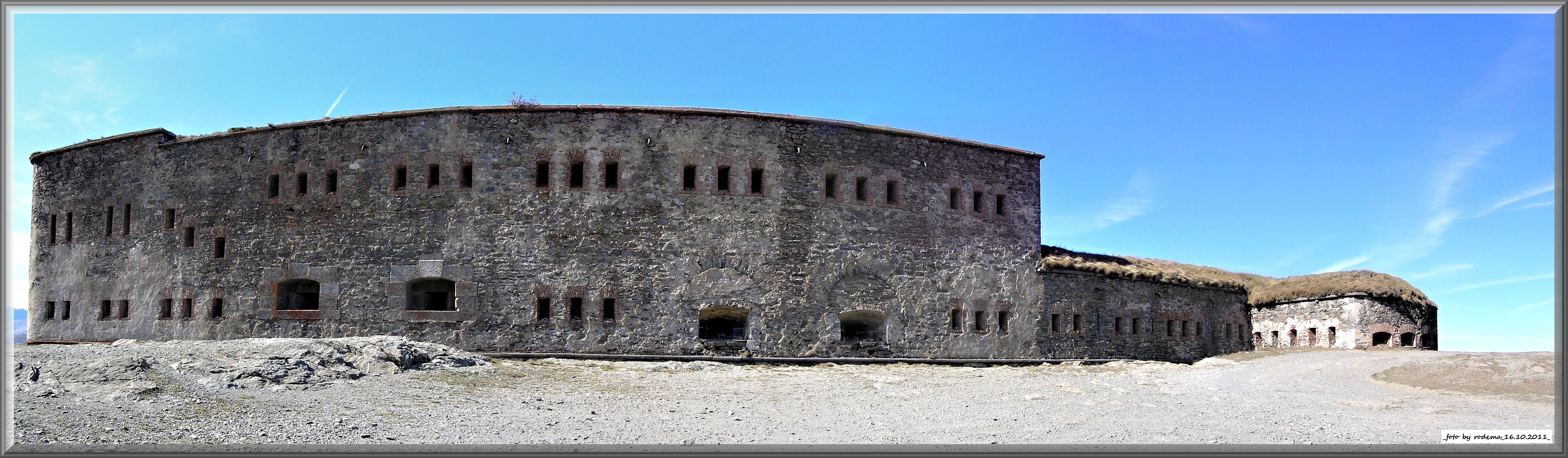
Forte centrale sul Colle di Tenda (vista frontale)

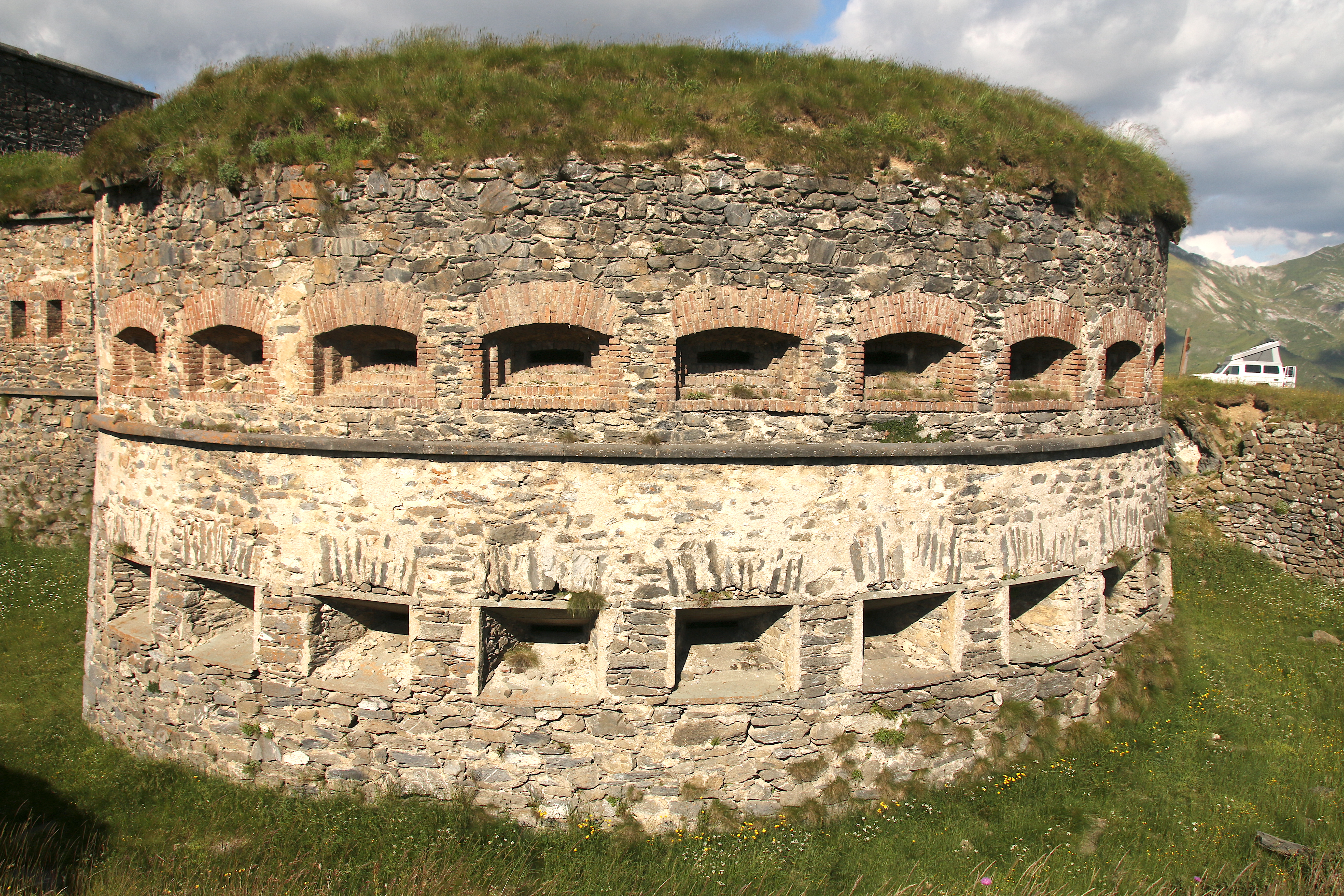
Forte centrale (vista posteriore)

La zona ligure-piemontese dove si svilupperà in seguito la Via Marenca era abitata dai Liguri, una delle più antiche popolazioni italiche, divisi in piccoli villaggi spesso in lotta fra di loro.
Durante il periodo delle Guerre puniche alcuni villaggi si schierarono con i Romani, altri con i Cartaginesi, e in seguito a numerose battaglie i primi riuscirono a conquistare i Liguri. Già all'epoca quindi si batterono vie e passaggi che, conosciuti genericamente col nome di Via Alpina, permettevano ai Romani di collegare i territori italiani alla Gallia.
Il percorso principale però, ossia quello che da Ventimiglia sale verso il Colle di Tenda permettendo di passare in Francia e giunge fino a Limone Piemonte, sembra risalire a Carlo Magno il quale, benché non lo abbia creato dal nulla, lo ha sicuramente rafforzato e fatto ampliare.
La via fu trafficata per l'intero Medioevo: attraverso di essa infatti si commercializzavano, trasportandole a dorso di mulo, merci di vario genere come frutta e verdura, che venivano trasportate in ceste di vimini, o pesce e carne che venivano conservati sotto sale in sacchi o in mastelli di legno.
A causa del sale si sono combattute vere e proprie guerre, durate anche diverse anni, e portate avanti contro il monopolio del potere da parte delle famiglie che rischiavano di perdere l'esenzione dal pagamento della famigerata gabella sul sale.
Fu probabilmente proprio il tentativo di evitare il pagamento di questa gabella, instituita a partire dal 1300 e abolita nel 1790, che i mercanti, cercando vie alternative spesso in zone impervie e pericolose, contribuirono alla ramificazione di questi percorsi che, ovviamente, videro un'ampia diffusione del contrabbando. Altrettanto diffuso era il fenomeno del brigantaggio: spesso infatti sia i semplici viandanti che i commercianti venivano assaliti e derubati da briganti talvolta anche crudeli come per esempio Giuseppe Musso detto " Il Diavolo", vissuto fra la fine del Seicento e l'inizio dell'Ottocento.
La Via Marenca fu anche una strada di pellegrinaggio per il Santuario di Nostra Signora di La Salette, popolare luogo di culto sulle Alpi francesi. Lungo la strada furono anche costruite locande, rifugi ed ospizi.

## L'Alta Via del sale

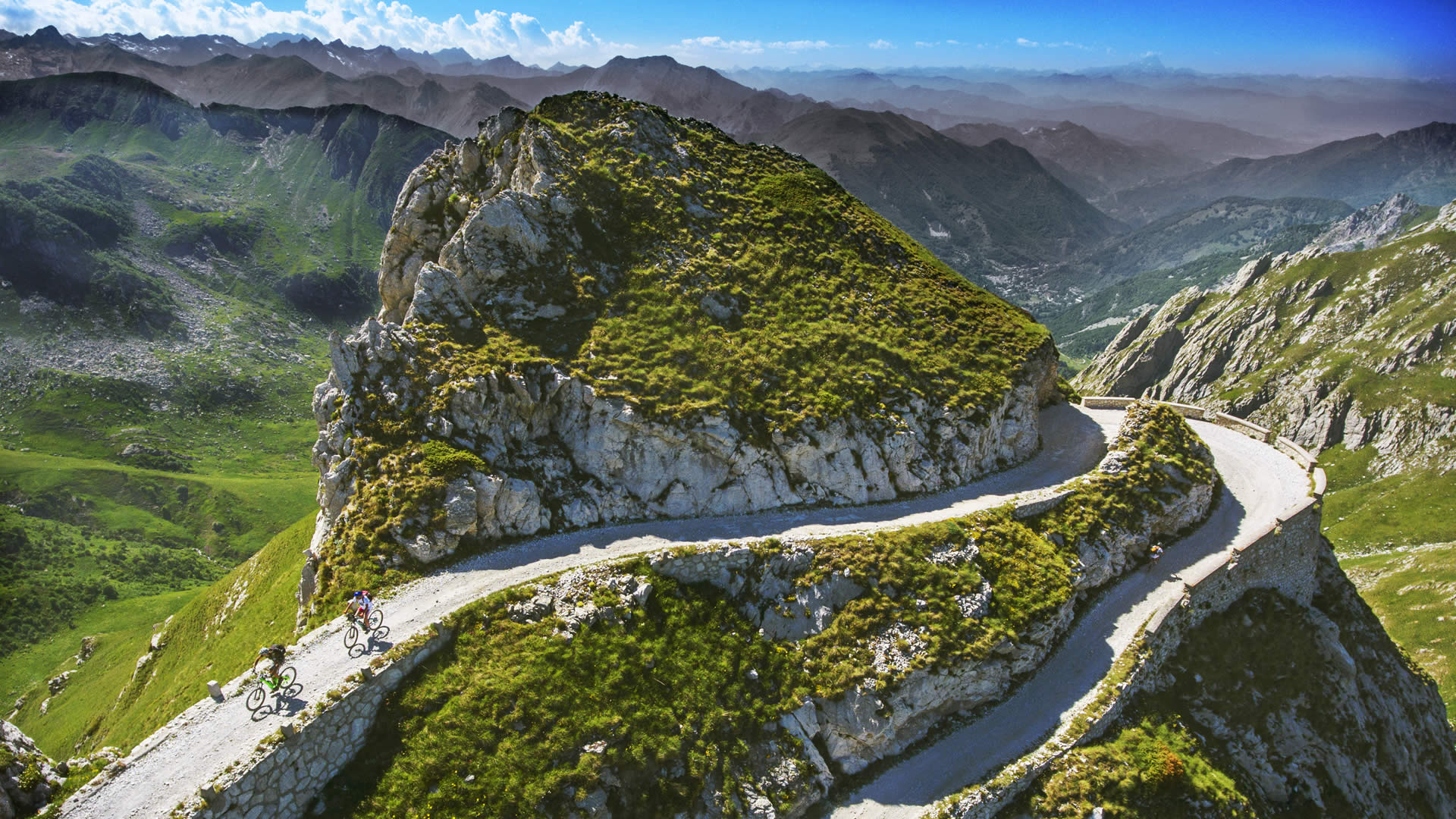
Alta via del sale

La storia della via Marenca include anche il percorso oggi identificato come "Alta Via del Sale".
Si tratta di uno di quei percorsi che, nato come alternativa alla via principale, ha avuto però un'importanza più recente, soprattutto a partire dalla seconda metà dell'Ottocento ed in particolare quando il Regio Esercito iniziò, con la costruzione del Forte Centrale sul Colle di Tenda (1881), un complesso di fortificazioni che dovevano in seguito andare a costituire il Vallo Alpino Occidentale.
Fra gli anni 1938 e 1939, quello che era poco più di un sentiero fu risistemato, ampliato e trasformato in una vera e propria strada militare adatta al passaggio di mezzi pesanti che partendo dal Colle di Tenda giunge fino a Monesi di Triora e lungo la quale ancora oggi si possono trovare i resti di caserme, postazioni di artiglieria e trincee. L'Alta Via del Sale piemontese è costituita in larga parte dalla strada bianca ex militare che si snoda per una quarantina di chilometri tra il Colle di Tenda, su cui domina il Forte Centrale, e Monesi di Triora, un piccolo paese noto in passato come stazione sciistica.
Oggi è una via usata per l'escursione e, non avendo grandi pendenze, è spesso percorsa anche in mountain-bike. In alcuni periodi dell'anno l'accesso è consentito anche ad un numero giornaliero limitato di auto e moto.
La strada, per lo più costruita con il materiale reperito lungo il percorso, sale delimitata da muri a secco, passa su ponti in pietra e legno e taglia la roccia con stretti tornanti.
Il percorso interseca alpeggi dove si possono trovare il tarassaco, la camomilla ed il trifoglio rosso, boschi di conifere come la Foresta delle Navette - chiamata così forse perché da lì veniva preso il legno per i cantieri navali - e tratti con rododendri ed altre varietà alpine.
L'Alta Via del Sale si snoda fra il Parco del Marguareis, dove si trova il Rifugio Don Barbera (2079 mt), e il Parco delle Alpi Liguri, dove si trova la vetta più alta della Liguria, ossia il Monte Saccarello (2203 mt) da cui nasce il fiume Tanaro e sulla cui anticima si trova la Statua del Redentore.
Anche la fauna è molto varia: lungo il percorso è facile vedere stambecchi, camosci, marmotte oppure lupi.
Dalla via principale si diramano altri sentieri che raggiungono diversi punti panoramici e aprono alternative al percorso originario raggiungendo rifugi e bivacchi militari.

## Cultura e leggende

### Gli acciugai

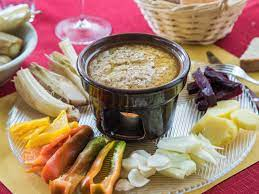
Bagna càuda

Lungo le Vie del Sale si trasportavano molte merci, inclusi generi alimentari: sale, olive e olio, formaggi e frutta, carni e pesci, e in particolare le acciughe.
Uno dei piatti tipici del Piemonte, la bagna càuda, ha come ingrediente principale proprio le acciughe salate.
Una delle ipotesi sulla diffusione delle acciughe in Piemonte è quella che la fa coincidere con le incursioni saracene (fra l'anno 900 e il Mille), ma pare più plausibile che questi pesci si siano diffusi in questa regione grazie agli acciugai, cioè coloro che intorno al 1600 commercializzavano le acciughe sotto sale trasportandole dentro barili di legno con un carro o direttamente a dorso di mulo.
Gli acciugai (in piemontese "anciué") acquistavano il pesce direttamente ai porti e, dopo averlo ricoperto di sale, si incamminavano lungo la via Marenca verso il Piemonte.
Spesso gli acciugai erano veri e propri contrabbandieri: oltre a commercializzare le acciughe infatti alcuni di loro riempivano i mastelli di sale e, dopo averlo ricoperto con qualche strato di acciughe per nasconderlo ed evitare così il versamento della gabella alla dogana, andavano a smerciarlo in Piemonte.
Nel corso degli anni quello dell'acciugaio divenne un vero e proprio mestiere che permise ad alcuni di essi di arricchirsi, in particolare agli abitanti della Val Maira, in provincia di Cuneo, che trasformarono il paese di Dronero nella "patria" degli acciugai.

### Il brigantaggio

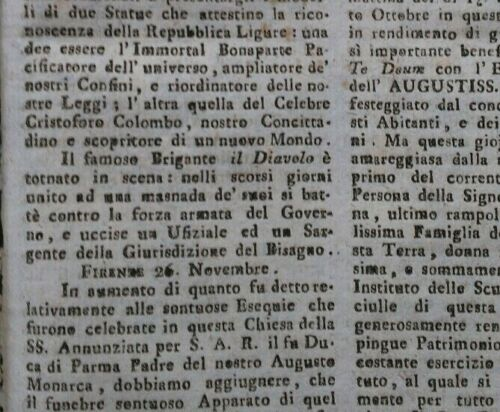
Gazzetta Universale 1802

Lungo la Via del sale era diffuso il fenomeno del brigantaggio.
La zona impervia, le gole e le numerose grotte presenti sulle montagne, fra cui l'Abisso Saracco (profondo 500 metri circa) e l'Abisso Volante (profondo 300 metri circa), offrivano infatti un buon riparo per i briganti.
Fra le valli piemontesi e quelle genovesi, tra la fine del Settecento e l'inizio dell'Ottocento, fu attivo Giuseppe Musso, uno dei briganti più sanguinari della storia, tanto che fu soprannominato il diavolo ("o Diao") e la via di Genova in cui viveva venne chiamata la "crosa del diavolo" (Crêuza in dialetto ligure significa "viottolo").
L'episodio più sanguinoso a opera del Diavolo e della sua banda fu l'uccisione di una famiglia che aveva un'osteria a Molassana e di tutti i suoi clienti.
Il Diavolo fu processato e condannato a morte il 19 novembre 1805 presso la chiesa di Sant'Agata.